# カナダ侵攻作戦
カナダ侵攻作戦 （カナダしんこうさくせん、英: Invasion of Canada）は、アメリカ独立戦争初期の1775年から1776年にかけて新設間もない大陸軍の主導によって行われた最初の作戦行動である。作戦の目的はイギリス領ケベックを軍事支配し、フランス語を話すカナダ人に13植民地の側で革命に加わるよう説得することだった。
大陸軍から2つの遠征隊が派遣された。1隊はリチャード・モントゴメリー将軍の指揮で1775年の8月下旬にタイコンデロガ砦から出発し、9月半ばにモントリオールの南にある主要防御地点であるセントジョンズ砦の包囲を始めた。11月にこの砦を落とされた後で、イギリス軍のガイ・カールトン将軍はモントリオールを放棄してケベック市に逃亡した。モントゴメリーはモントリオールを占領したときにカールトン将軍をもう少しで捕まえるところだった。もう1隊はベネディクト・アーノルドの指揮でマサチューセッツ湾植民地のケンブリッジを出発し、メインの荒野を艱難辛苦して通り抜けてケベック市に達した。荒野を通る大変な行軍のために残っている兵士は飢えており、物資や装備も欠けていた。
2隊は12月にケベック市の前で合流し、1775年の大晦日、暴風雪の中でケベック市を強襲した。この戦闘でモントゴメリーは戦死し、アーノルドは負傷したが、市を守るイギリス軍にはほとんど損失が無く、大陸軍にとって悲惨な敗北になった。その後アーノルドは無益な市の包囲を始めたが、その間に行われた情報宣伝活動によってロイヤリストを支持する声が高まり、またモントリオールでのデイビッド・ウースター将軍の失政には大陸軍を中傷する者だけでなく支持する者からも不満の声が上がった。
イギリス軍は1776年5月にケベック地方の戦力を補強するために、ジョン・バーゴイン将軍とドイツ人傭兵を含む数千名の援軍を派遣した。増援を得たカールトンは大陸軍に反撃を試み、天然痘で弱り組織が乱れていた大陸軍を7月にはタイコンデロガ砦まで押し戻した。一方アーノルド指揮下の大陸軍はイギリス軍の歩みを遅らせることに成功し、1776年の間はタイコンデロガ砦への攻撃をできないようにした。この侵攻作戦の終了後、バーゴインがハドソン川流域の支配を目指した1777年のサラトガ方面作戦に続いた。

## 作戦の名前
大陸軍の本軍事作戦の目的地であるイギリス領ケベックは、1775年の時点では「カナダ」と呼ばれることが多かった。例えば第二次大陸会議がフィリップ・スカイラー将軍に出した侵攻作戦の承認文では、もしも「カナダ人にとって不愉快でない」のであれば、「即座にセントジョン砦、モントリオールおよびかの国の如何なる所も占領すること」、そして「カナダでは」植民地の「平和と安全を促進」する「如何なる手段も追求すること」という文言があった。この作戦を詳細に語る比較的現代の歴史書であっても、その表題にカナダを使っている。イギリスがケベックと呼んだこの領土は、フランスがフレンチ・インディアン戦争を正式に終えパリ条約でイギリスに同地を割譲する1763年までは、フランス領カナダ植民地と呼ばれていた（フランス軍は1760年にこの植民地をイギリス軍に明け渡していた）。本稿では、具体的に「カナダ」と言及するものを引用する場合を除いて、この歴史的な使われ方と現代のカナダという国に関する使われ方の間の混同を避けるため、同地については「ケベック」という名称を使用する。

## 背景
1775年の春、レキシントン・コンコードの戦いを契機に、アメリカ独立戦争が始まった。だが戦況はその後すぐに膠着し、ボストンのイギリス軍に対する包囲戦が続いた。1775年5月、イギリス軍のタイコンデロガ砦は防御が手薄で、しかも重火器（大砲や火薬）が置いてあることに気付いたベネディクト・アーノルドとイーサン・アレンがタイコンデロガ砦とクラウンポイント砦を占領し、セントジョンズ砦を襲撃した。これらの砦は全て当時はほんのわずかな手勢で守られていた。タイコンデロガ砦とクラウンポイント砦は6月にベンジャミン・ハインマンの指揮するコネチカット民兵1,100名によって守られることになった。

### 大陸会議の承認

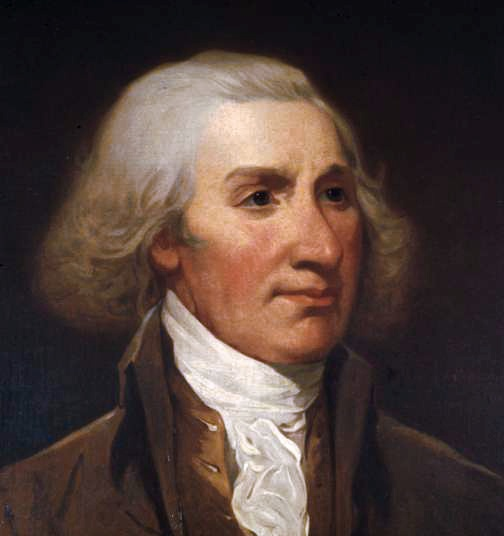
フィリップ・スカイラー将軍

1774年に会した第一次大陸会議は、10月26日付けの公式書簡で1775年5月に開催される第二次会議にフランス系カナダ人も加わること、つまりケベック植民地も革命に参加することを招請した。第二次大陸会議も1775年5月にそのような2度目の手紙を送ったが、どちらの手紙にも実質的な反応は無かった。
タイコンデロガ砦の奪取に続いてアーノルドとアレンは、イギリス軍がアメリカ植民地を分割しようという試みに対してタイコンデロガ砦を防御拠点とする必要性を主張し、併せてケベックの守りが薄いことも指摘した。彼らは、1,200から1,500名程度の小さな軍隊でもケベック植民地からイギリス軍を追い出すには十分なことを示して、それぞれ別にケベックに対する遠征を提案した。大陸会議は当初タイコンデロガなどの砦の放棄を命令し、ニューヨークとコネチカットの各植民地には基本的に防衛の目的で軍隊と物資を出すように促したが、ニューイングランドやニューヨーク植民地の一般大衆からは大陸会議にその姿勢を変えるよう抗議の声が上がった。このときケベック総督のガイ・カールトンがセントジョンズ砦の防御を強化しており、ニューヨーク植民地北部のイロコイ族インディアンを巻き込もうとしていることも明らかになり、大陸会議はより積極的な姿勢が必要であるとの決断を下した。1775年6月27日、大陸会議はフィリップ・スカイラー将軍にその地域を調査するよう認め、適切と考えられるならば侵略を始めることを承認した。指揮権を与えられなかったベネディクト・アーノルドはボストンに向かい、ジョージ・ワシントン将軍を説得して、アーノルドの指揮で別働隊をケベックに向けて派遣させることにした。

### ケベック防衛の準備
カールトン将軍はセントジョンズ砦の襲撃があった後に、南から侵略される危険性を痛切に感じ取り、ボストンにいるトマス・ゲイジ将軍からの援軍を要請した。カールトンはモントリオールとケベック市の防衛のために地元の民兵隊立ち上げに取り掛かったがほとんど成功しなかった。カールトンはフランス系住民が自発的に植民地の防衛にあたることを期待していたが、当の住民の大多数は英米どちらの側にもつかず、中立であることを望んでいたためである。イギリス側はタイコンデロガ砦が奪取されセントジョンズ砦が襲われたことに反応して、モントリオールの南、リシュリュー川沿いにあるセントジョンズ砦を守る為に700名の部隊を派遣し、シャンプレーン湖で使う為の船舶建造を命令し、またその防衛を援けさせるためにモホーク族インディアン約100名も兵士として採用した。主な防御はセントジョンズ砦に頼っていたので、カールトン自身は僅か150名の正規兵を連れただけでモントリオールの防衛を監督した。ケベック市の防衛は副総督のヘクター・クラマヘの指揮に委ねた。

### インディアンの支援を求めた交渉

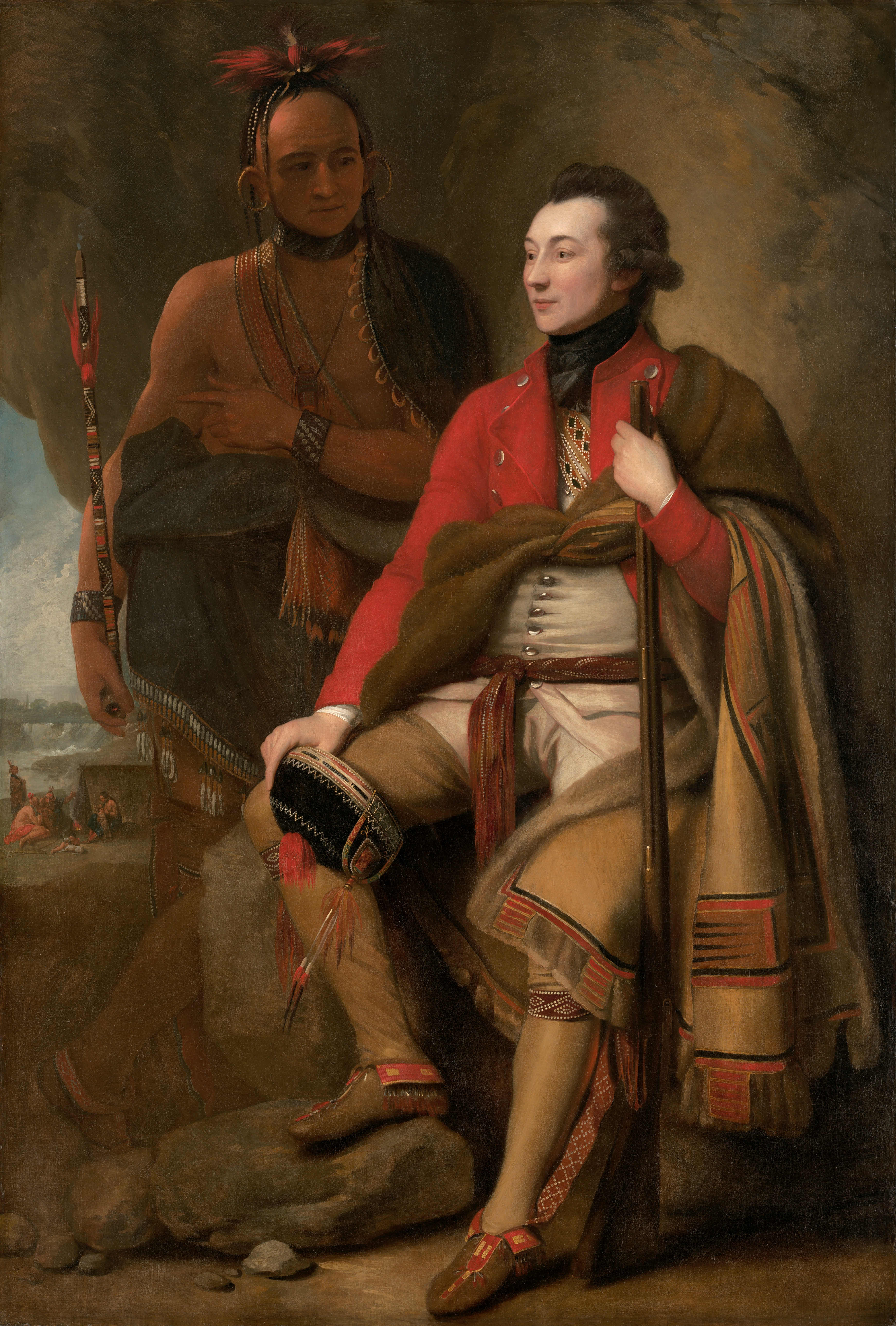
ベンジャミン・ウエストの描いたこの絵は、これまでガイ・ジョンソンの肖像画と考えられてきたが、ガイの伯父ウィリアム・ジョンソン（英語）について最近書かれた伝記では、この肖像画はウィリアム・ジョンソンを描いたものとされている。

ニューヨーク植民地モホーク川流域に住むロイヤリスト（王党派）でイギリスのインディアン代理人だったガイ・ジョンソンは、ニューヨーク植民地のイロコイ族と極めて親密にしていたが、パトリオット（愛国者）側の意見がニューヨークで支配的であることが明らかになってからは、自身と家族の身を案じていた。もはやイギリスとの商売を安全に行うことができなくなったと確信すると、200人の追随者やモホーク族の支持者等とともにニューヨークの領地を離れた。まずはオンタリオ砦に向かい、6月17日にインディアン部族の指導者達（大半はイロコイ族とヒューロン族）から、この地域での物資と通信の供給線を途絶えさせないことと、「敵による困りごと」があるときはイギリスを支援することという約束を取り付けた。そこからはモントリオールに向かい、カールトン将軍や1,500名以上のインディアンとの会談で、同様な合意を交渉し、「いつでも臨戦態勢を取れるように」戦争の帯を配った。しかし、これら合意事項に加わった者の大半はモホーク族だった。イロコイ連邦の他の部族はこれらの協議を避け、中立であろうとした。会議後もモホーク族の多くはモントリオール地域に留まった。しかし大陸軍が1775年中に本当に侵略を開始するかが不確かに思えたため、その大半は8月の中旬までに故郷に戻った。
大陸会議はイロコイ連邦の6部族を戦争の局外に置いておこうとしていた。1775年7月、オナイダ族に影響力のあった伝道師サミュエル・カークランドが、「私たちはあなた方が故郷に留まり、どちらの軍にも加わらず、戦いの手斧を深く埋めておくことを望む」という大陸会議からの声明文を持って行った。オナイダ族やタスカローラ族は公式には中立を守ったが、オナイダ族では個人的にアメリカ側への同調を表明したものが多くいた。ジョンソンがモントリオールで会議を開いたという報せを聞いたスカイラー将軍はやはりオナイダ族に影響力があったので、オールバニでの協議会を招集し、8月半ばに開催した。この会合には約400人のインディアン（主にオナイダ族とタスカローラ族、さらに幾らかのモホーク族）が参加し、スカイラーと他のインディアン・コミッショナーがイギリスから植民地を分かつ問題を説明し、植民地人は自分達の権利を守る為に戦うこと、征服を意図しているのではないことを強調した。集まった酋長達は中立を守ることに合意し、モホーク族のある酋長は「これは家庭内の問題である」として、「じっと座ってあなた方が戦っているのを見る」ことにすると述べた。しかし、このように中立を宣言する一方で、アメリカ側からの譲歩を引き出しもし、その譲歩には彼らインディアンの土地への白人開拓者の侵入といった打ち続く苦情にアメリカ側が対処するという約束も含まれていた。

## モントゴメリー遠征隊

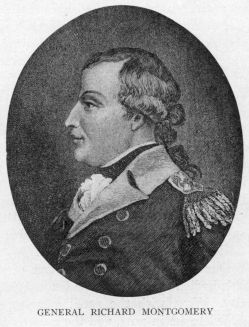
リチャード・モントゴメリー准将

侵略の主力部隊はスカイラー将軍が率い、シャンプレーン湖を上ってモントリオールとケベック市を襲撃することになった。遠征隊はニューヨーク、コネチカットおよびニューハンプシャー各植民地からの部隊で構成され、セス・ワーナーのグリーン・マウンテン・ボーイズもこれに加わり、食糧はニューヨークから供給されることになった。しかしスカイラーは過度に慎重で、兵を集め終わるのに8月末までかかるなど準備に手間取ったため、8月半ばにはカールトン将軍がモントリオール郊外に防衛陣地を強化し、イギリス軍に加担したインディアン部族もいるという報告を受け取ることになった。

### セントジョンズ砦への接近
スカイラーがまだインディアンと協議していた8月25日、モントゴメリーはセントジョンズ砦で建造中の船舶が完成間近であるとの報せを受け取った。モントゴメリーはスカイラーが不在であること（さらには行動を承認する命令が無かったこと）を利用し、タイコンデロガ砦で集めた兵士1,200名を率いてリシュリュー川沿いのイル・オ・ノワにある前進基地に向かい、9月4日に到着した。このとき病気になっていたスカイラーは途中でこの部隊に追いついた。スカイラーはその地域でアメリカ側を支援するために地元の民兵隊立ち上げの準備をしていたカナダ人ジェイムズ・リビングストンに伝言を送り、モントリオール南の地域を巡回するよう伝えた。翌日、この部隊は川を下ってセントジョンズ砦に向かい、その防御の度合いを視察し、両軍共に損失を出した簡単な小競り合いの後でイル・オ・ノワまで撤退した。この小競り合いのときイギリス軍側で戦ったのはインディアン達が大半であったが、砦の方からは支援が無かったので、インディアン達はこの紛争から身を退くようになった。また、オナイダ族が地域に折りよく到着したことで、イギリス軍に対する別のインディアンからの援軍も遮られた。オナイダ族はモホーク族戦士隊がコーナワガからセントジョンズ砦に向かっていたのを妨害した。このときモホーク族の村にはガイ・ジョンソン、ダニエル・クラウスおよびジョセフ・ブラントらが来てモホーク族の援助を得ようとしていたが、オナイダ族はモホーク族に自分の村に戻るよう説得した。オナイダ族はジョンソンやクラウスと直接会うことは拒否し、ブラントやモホーク族の面々にオールバニでの同意事項の条件について説明した。結局ブラントとイギリスの代理人は支援の約束をとりつけることも無くその場を去った（イギリスのより公式な扱いでは、ガイ・ジョンソンが7月にイロコイ族に与えた戦いの帯は1775年12月にアメリカ側インディアン・コミッショナーに渡された）。

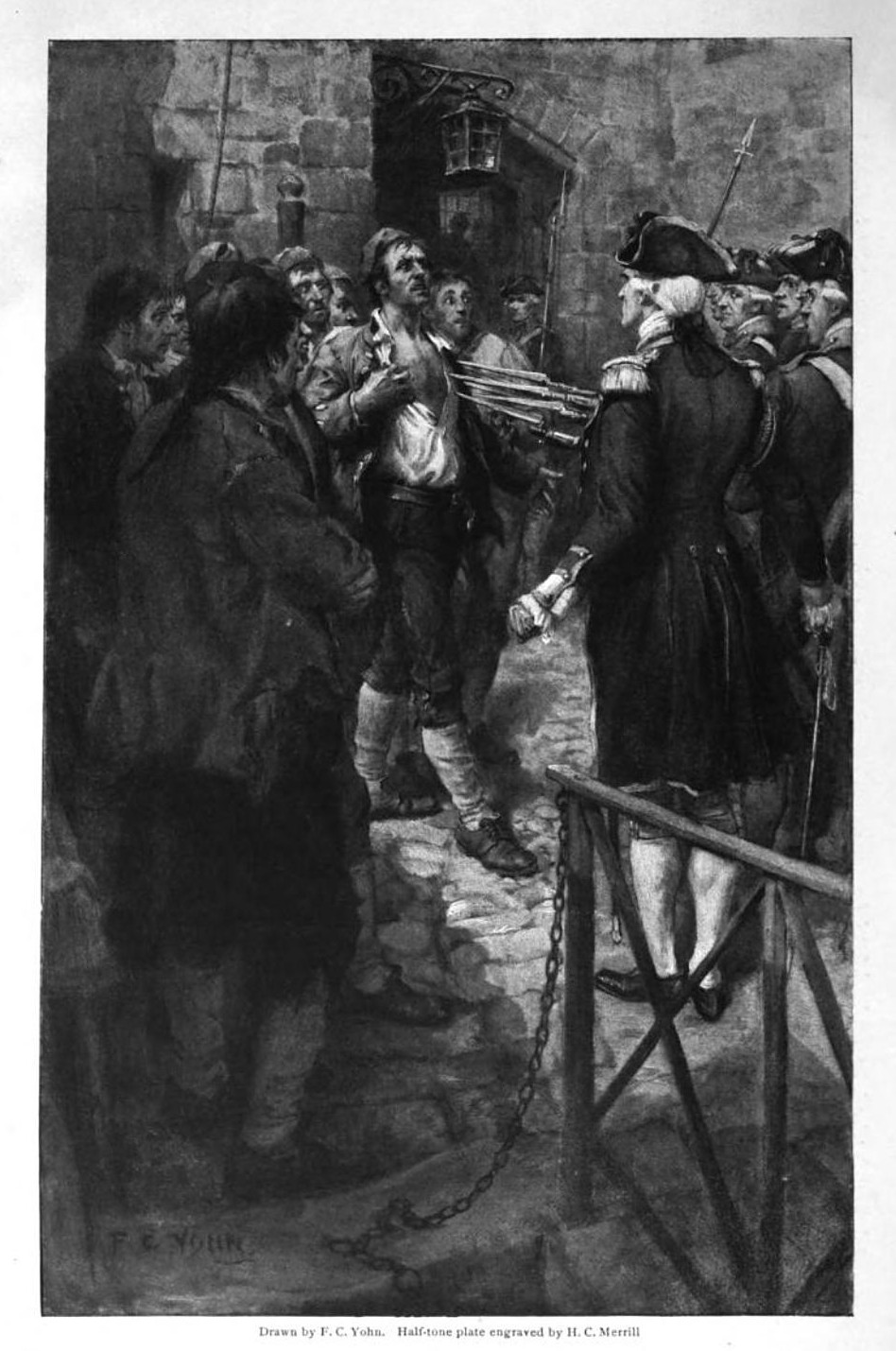
捕虜になったイーサン・アレン

この最初の小競り合いの後でスカイラーの病気が重くなり、指揮を続けられなくなったので、指揮権をモントゴメリーに譲った。スカイラーは数日後にタイコンデロガ砦に引き返した。モントゴメリーは、9月10日の攻撃でも兵が混乱するなどして失敗したが、コネチカット、ニューハンプシャーおよびニューヨークからの支援部隊800ないし1,000名とグリーン・マウンテン・ボーイズの一部が到着したので、9月17日に遂にセントジョンズ砦とその傍の町の包囲を開始、モントリオールと連絡網を遮断して砦に向かう物資を捕獲した。翌週イーサン・アレンは、単に地元の民兵を徴募しろという指示を受けただけだったにもかかわらずその指示を逸脱し、少数の部隊でモントリオールを占拠しようとしてロングポイントの戦いで捕虜になった。この出来事で、短期的にはイギリス軍を支援する民兵の士気が上がったが、効果は長続きせず、その後には脱走者が続出した。
セントジョンズ砦はシャンプレーン湖の北端にあり、リシュリュー川を通ってカナダに入る要衝だった。砦にはチャールズ・プレストン少佐の指揮で300名の歩兵正規軍がおり、この植民地では最も防御を構えた町だった。大陸軍は病気、悪天候、兵站の難しさに災いされたが、迫撃砲を据えて砦の中まで貫通弾を打てるようになった。砦の弾薬は十分にあったが、食糧などの物資は乏しくなった。プレストンは、2,000名の部隊と共にモントリオールに駐屯しているガイ・カールトン将軍に援軍を要請した。しかし、カールトンはケベック市の安全を損なうことに気が進まず、援軍を送ることを拒絶した。この判断ミスによってカールトンはモントリオールを失い、後にはケベックシティで彼自身が包囲されることになる。
10月18日、大陸軍はイギリス軍の小さな前哨基地シャンブリー砦を落としたことで、プレストンを完全に孤立させた。セントジョンズ砦は毎日砲撃され、砦の中は着実に破壊されていったが、プレストンは砦の守備を続けた。10月30日にガイ・カールトンが砦の包囲を解こうとした試みが失敗し、結局、プレストンは10週間の包囲後の11月3日に、援軍のあてがなく、来るべき冬の厳しさに備えて住民の助命を望み降伏した。。

## モントリオール占領の開始
モントゴメリーは部隊を率いて北に進み、11月8日にセントローレンス川にあるセントポール島を占領し、翌日には対岸のポイントセントチャールズに渉り、解放者として迎えられた。11月13日、取り立てて抵抗を受けることもなくモントリオールが陥落した。ガイ・カールトンはモントリオール市が守れないと判断し、さらにセントジョンズ陥落の報せにかなりの数の民兵が脱走したこともあってモントリオールから撤退した。大陸軍が市の下流側で川を渡って上陸し、風のためにカールトンの戦隊が直ぐに出発できなかったので、危うく捕まりそうになった。この戦隊がソレルの町に近付いたとき、白旗を掲げた1隻のボートが現れた。そのボートは降伏勧告の書状を運んできており、カールトンに降伏するかさもなければ下流の砲台でその船団を破壊すると伝えてきた。カールトンは実際にそのような砲台があるかはっきりとは分からなかったので、もし降伏しなければならなくなったときのために火薬や砲弾を捨てさせた後で、船団を密かに発進させる道を選んだ(実際に砲台はあったが、その主張していたほど強力ではなかった）。11月19日、イギリス戦隊は降伏し、カールトンは平民の服装に身を窶してケベック市に向かって逃げた。捕獲した船にはイギリス軍が捉えていた捕虜も乗っていた。その中にマサチューセッツ生まれでセントジョンズ砦近くに土地を持っていた国外居住者モーゼス・ヘイズンがおり、イギリス軍に粗略に取り扱われたので、イギリスに反抗していた。ヘイズンはモントゴメリーの軍隊に加わったが、元々フレンチ・インディアン戦争での戦闘体験があり、その後独立戦争を通じて第2カナダ人連隊を率いることになる。
モントゴメリーはモントリオールからケベック市に向かうに前に市民にメッセージを発し、大陸会議はケベックが仲間に入り、大陸会議に送る代表を選出するために植民地会議を開く目的でアメリカへの同調者との討議に入ることを望んでいることを伝えた。またスカイラー将軍には、外交目的で大陸会議の代表団を派遣してくれるよう要請する手紙を送った。

大陸軍のケベック遠征。この図はモントゴメリーとアーノルドの遠征路を示す

モントゴメリー軍の大半はモントリオール占領後に徴兵期間が切れて隊を離れた。モントゴメリーは捕獲した船に約300名の兵士を乗せて11月28日にケベック市に出発し、モントリオール市にはデイビッド・ウースター将軍の指揮で約200名を残した。モントゴメリーはケベックに向かう途中で、ジェイムズ・リビングストンが新たに徴募した第1カナダ人連隊約200名を部隊に加えた。

## アーノルド遠征隊
2番目の遠征隊はベネディクト・アーノルドに率いられた。大陸会議はアーノルドが立てたカナダ侵攻計画を大筋で認めたが、アーノルド自身はその実行部隊に組み入れられなかった。すげなくされたと感じたアーノルドはマサチューセッツのケンブリッジに戻り、ジョージ・ワシントンに接近して、ケベックシティを標的とした支援部隊を東方から送る案を提案した。6月のバンカーヒルの戦い以後、ボストンではほとんど戦闘が無い状態だったので、多くの部隊が駐屯任務に飽きてきており、戦闘することを望んでいた事もあって、ワシントンはアーノルドの提案に同意した。ワシントンはアーノルドを大陸軍の大佐に任命し、二人で守備隊を見て回り遠征隊の志願兵を募った。アーノルドは最終的に約1000名の者を選出し、ワシントンはそこにダニエル・モーガンの部隊と他に何人かの狙撃兵を加えた。バージニア植民地やペンシルベニア植民地の荒れ地から来た開拓者達は、包囲戦よりも荒れ地での戦闘に向いているとの考えからだった。
ケベックに向けてケネベック川を遡る行程は20日の間に180マイル(290 km) 進む必要があった。アーノルドの遠征隊は、イギリス軍の指揮官カールトンがモントリオールでスカイラー軍に対抗するのに忙しいため、比較的抵抗もなく進めるものと予測していた。アーノルドはウェスターン砦に先乗り部隊を送り、物資とバトー（平底船）を用意させた。遠征隊は海を渡ってウェスターン砦まで5日で到着し、物資をまとめ船を準備した。
ガーディナーストンのコルバーン造船所で3日間滞在した。ここではリューベン・コルバーンがワシントンの要請に応えて15日間でバトーを造り上げていたが、このバトーは乾燥した材木が得られないために、切り出したばかりの松材で造られていた。部隊は9月25日にウェスターン砦を発した。その先は、ケネベック川を遡り、またショーディエール川を下ってケベックに至ることが予定されていた。しかし用意されたバトーはオールで漕ぐことができず、竿をさして進むやり方だったため予定に狂いが生じることとなった。コルバーンは軍隊に同行し、バトーの修繕を繰り返したが、川を遡りまた流れの速いショーディエール川を下る過程で火薬など多くの物資と数人の人命が失われた上、分水界付近は湿地の多い湖沼と水路の集まりであり、雨や嵐が追い打ちを掛けた。この結果ロジャー・エノス中佐の部隊300名が、その物資と共に退却した。遠征隊が持って行った地図はイギリス軍が将来の敵を欺くために出版した不正確なものだった。実際に予定された旅程は180マイルではなく、350マイル (560 km)あった。その結果、物資が枯渇してしまい隊員達は、連れて行った犬・靴・弾薬箱・皮・苔・樹皮などを食べざるをえなかった。
遠征隊は11月6日にセントローレンス川の南岸に到着したが、その時点で1,100名いた部隊は600名にまで減少していた。彼らは400マイル (640 km) 近い道なき道を踏破してきていた。しかし、この時点においてもアーノルドは町を奪取できると考えた。イギリス軍守備兵は、アレン・マクリーン中佐以下の正規軍約100名と、数百の装備が貧弱な民兵であり、大陸軍が正確な射撃で民兵を蹴散らしてしまえば、正規軍の数で大陸軍が優位に立てるからだった。11月14日、エイブラハム平原に着いた時に、アーノルドは白旗を掲げた交渉役を送ってイギリス軍の降伏を要求したが受け入れられなかった。大陸軍は大砲も無く、ほとんど戦闘には適していないまま、防御を固めた町に向かい合った。アーノルドは市内からの出撃が計画されていることを耳にし、最近モントリオール市を占領したばかりのモントゴメリー軍を待つ為に、11月19日にポイント・オ・トランブルまで後退した。アーノルドが上流に向かう間に、カールトンが川伝いにケベック市に戻った。
12月2日、モントゴメリーがモントリオールから川を下り、500名の部隊とイギリス軍から捕獲した物資と冬の衣類を持ってきた。この2つの部隊は合流し、改めて町を攻撃する作戦が練られた。3日後、大陸軍は再びエイブラハム平原に立ち、ケベック市包囲を始めた。

## ケベックの戦いと包囲

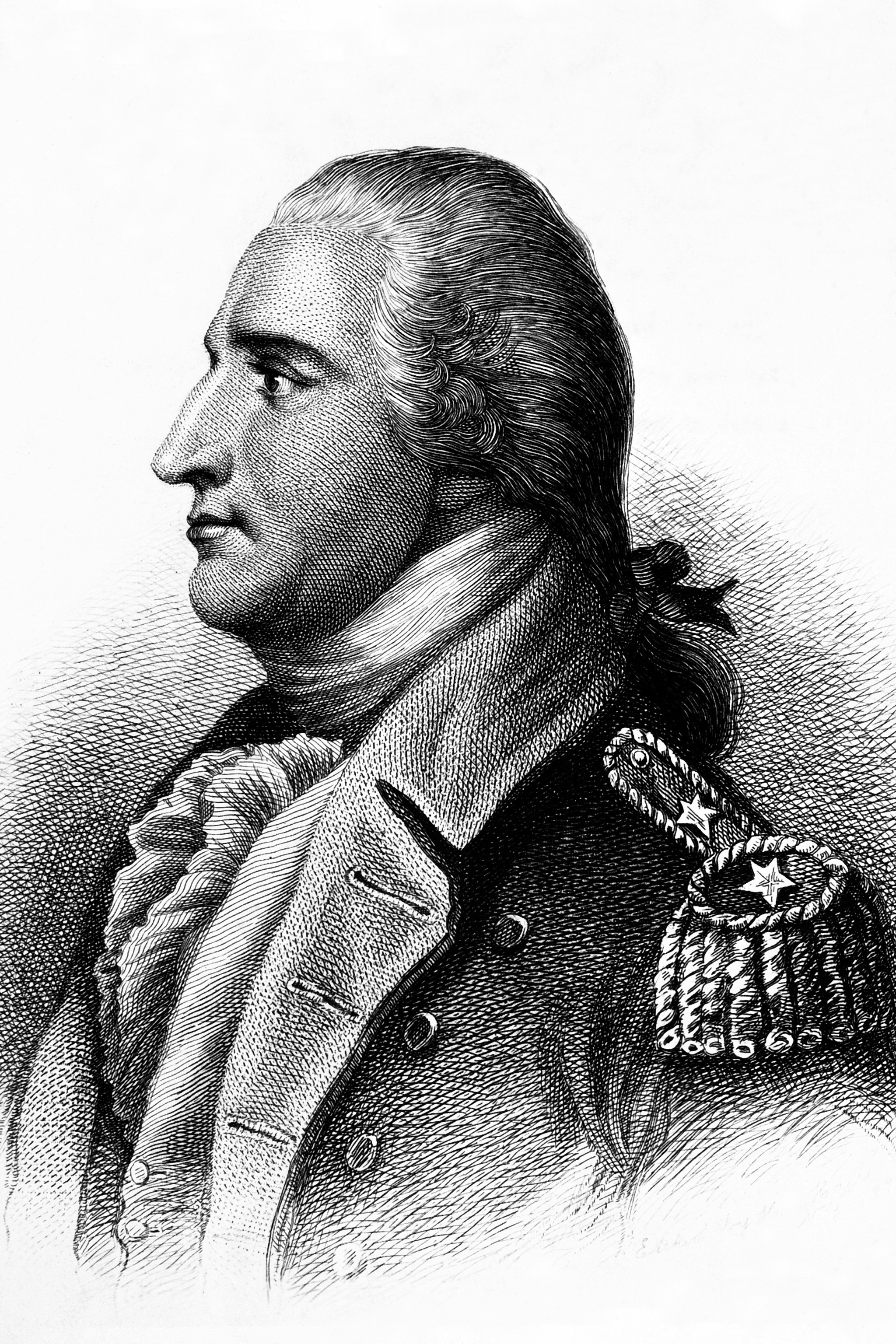
ベネディクト・アーノルド、ケベックの戦いで負傷した

ケベック市攻撃の作戦を立てているときにトロワリビエール近くに住んでいるフランス人クリストフ・ペリシエがモントゴメリーに会うために尋ねてきた。ペリシエはアメリカ側を政治的に支援しており、セントモーリスで鉄工所を経営していた。モントゴメリーは彼と植民地会議を開催する考えについて議論した。ペリシエはケベック市を占領して、市民達にその安全が保障され自由に行動できるようになるまでは、会議を開かないほうが良いと言った。2人の間ではペリシエの鉄工所が包囲戦に必要な銃弾を提供することで合意し、それは1776年5月に大陸軍が撤退するまで続いた。ペリシエはその後に逃亡し、最後はフランスに戻った。
合流しケベックの包囲をしていたモントゴメリーとアーノルドの部隊であったが、実働可能な兵はおよそ1000名しかおらず、さらに食糧不足や天然痘、そして冬の寒さに苦しめられていた。そうした中、多くの兵の軍隊在籍期間が切れる12月31日を目前とした12月31日の午前4時に戦闘が開始された。アーノルドは自分の部隊を2手に分けた。アーノルドが総勢600名を率き連れて町の北側を攻撃し、モントゴメリーは300名の部隊で南側を攻撃した。2つの攻撃部隊はセントローレンス川に接する1点で落ち合い、そこから防壁の中へ突入する手筈だった。しかし、防御は非常に堅く力押しでは落ちなかった上、夜明け前に吹雪がはじまっていた。モントゴメリーの部隊は川沿いにケープダイアモンド稜堡の下を進んでいたが、30名のカナダ人民兵が籠もるバリケードに出くわした。戦端が開かれ、最初の一斉射撃でモントゴメリーが殺され、他にも多くが死傷した。大陸軍は吹雪の中では使えないマスケット銃しか持っていなかったので、反撃もうまくいかないまま川岸を退却した。
一方、アーノルドはモントゴメリーの戦死と攻撃失敗を知らないまま、北側のバリケードに向かったが、町の防壁を守るイギリス軍と民兵の反撃を受けた。ソルト・オ・マテローという名の通りにある道路バリケードで、アーノルドはマスケット銃の弾を左踝に被弾し後方に搬送された。アーノルドに代わり副官のダニエル・モーガンが指揮を執ってこの道路バリケードを突破した。しかし次の命令を待つ間に、大陸軍は通りや近くの家の中の民兵の攻撃にさらされ、イギリス軍の反撃でバリケードが再度奪取された事で、モーガンと彼の部下が狭い通りに孤立してしまい、モーガン部隊は降伏した。10時までにモーガン以外にも町に取り残されていた部隊が降伏し、戦闘が終わった。
この戦闘でアーノルドの部隊は30名以上が死亡し（他にも春の雪解け後に20名以上が発見され、凍結した川を越えて逃げる間に数名が溺れた）、モーガン以下426名が捕虜となった。モントゴメリーの部隊では少なくとも12名が南の川岸で死傷した。一方、イギリス軍の被害は、指揮官ガイ・カールトンによると、海軍士官1名とフランス系カナダ人民兵5名の死亡、正規軍兵士4名と民兵15名の負傷だった。
アーノルドは戦闘後にモーゼス・ヘイズンともう一人の国外居住者であるエドワード・アンティルを、モントリオールにいるデイビッド・ウースターとフィラデルフィアの大陸会議に敗北を報告し援軍を要請するために派遣した。
カールトンは大陸軍を追撃しないことに決め、市の防御工作物の中に留まる道を選び、春になって川の氷が溶ければ期待できる援軍を待つことにした。アーノルドは兵力比が3対1になっても効力の無いケベック包囲を続けたが、1776年3月にモントリオールに戻り、ウースター将軍と交代するよう命じられた。この期間包囲軍は厳しい冬季の気象条件に苦しみ、天然痘が宿営所に蔓延し始めた。これらによる損失で毎月到着する小さな中隊単位の援軍があっても勢力は相殺された。3月14日、市の下流に住む製材業者のジャン＝バティスト・シャシュールがケベック市に入って、カールトンに川の南岸にいる200名が大陸軍に対抗する用意があることを伝えた。これらに加えてさらに多くが動員されたが、前衛部隊がサンピエールの戦いで、川の南岸に駐屯していたアメリカ寄り地元民兵隊の派遣部隊によって敗北した。
3月にジョン・トーマス将軍に率いられた大陸軍の援軍が到着し、総勢は3,000名まで回復したが、主に天然痘のためにその4分の1は戦えなかった。さらには、ロイヤリストの執拗な情報宣伝のために、500名のカナダ人を指揮していたリビングストンとヘイズンがその兵士や協力市民の忠誠心について悲観的になった。

## モントリオールでの不満

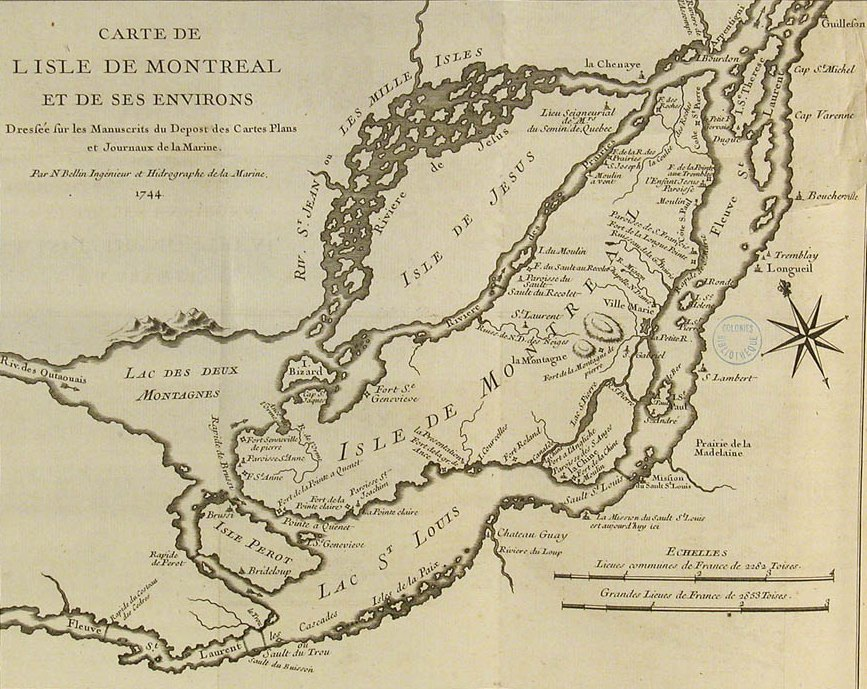
モントリオールの地図、1744年

モントゴメリー将軍はモントリオールを発ってケベック市に向かう際、市の管理をコネチカット出身のデイビッド・ウースター准将の手に預けていた。ウースターは当初そこの地域社会とまともな関係を築いていたが、地元の大衆がアメリカの軍隊が駐屯していることを嫌い始めるような多くの失政を行った。アメリカ人の抱く理想を大衆に約束した後でロイヤリストを逮捕し、アメリカ側に楯突く者は誰でも逮捕と刑罰で脅すようになった。また幾つかの地域社会を武装解除させ、地元の民兵隊員にはイギリスからの任命を放棄するよう強制し、それを拒んだ者は逮捕されシャンブリー砦に拘禁された。このような行動は、アメリカ側が物資や労働に対して硬貨ではなく紙幣で払っていたという事実と相まって、アメリカ側がやろうとしていること全体に対する地元住民の幻滅を生むことになった。1776年3月20日、ウースターはケベック市包囲中の部隊の指揮を執るためにモントリオールを離れ、アーノルドが到着する4月19日までの間、第2カナダ人連隊を立ち上げたモーゼス・ヘイズンにモントリオールの管理を委ねた。
4月29日に大陸会議からの代表団3人が、フィラデルフィアからのカトリックの聖職者1人やフランス人出版者1人と共にモントリオールに到着した。大陸会議はこの代表団に、ケベックの状況を評価し、そこでの世論をアメリカ側に誘導するような任務を宛てていた。代表団にはベンジャミン・フランクリンもいたが、既に住民との関係がひどく悪化していたので、ほとんど何もできなかった。代表団は累積されていた住民への負債を解決するために硬貨を持ってきたわけでもなかった。カトリックの聖職者がアメリカ側の大義につかせようとしたが、これも失敗した。地元の聖職者はイギリスの議会によって成立していたケベック法で彼らの望むことは与えられていると指摘した。出版者のフルーリー・メスプレは新聞発行の準備をする一方で、代表団にとって事態が空回りし始める前に何かをする時間が無かった。ケベック市の大陸軍がパニック状態に陥って退却をしているという報せを受けた後、フランクリンと聖職者は5月11日にモントリオールを離れ、フィラデルフィアに戻った。代表団の他の2人、サミュエル・チェイスとチャールズ・キャロルはモントリオールの南部と東部の軍事的状況を分析し、そこが防御線を布く好位置だと分かった。5月27日、彼らは大陸会議に対するこの事態の報告書を書き、南に向けて出発した。

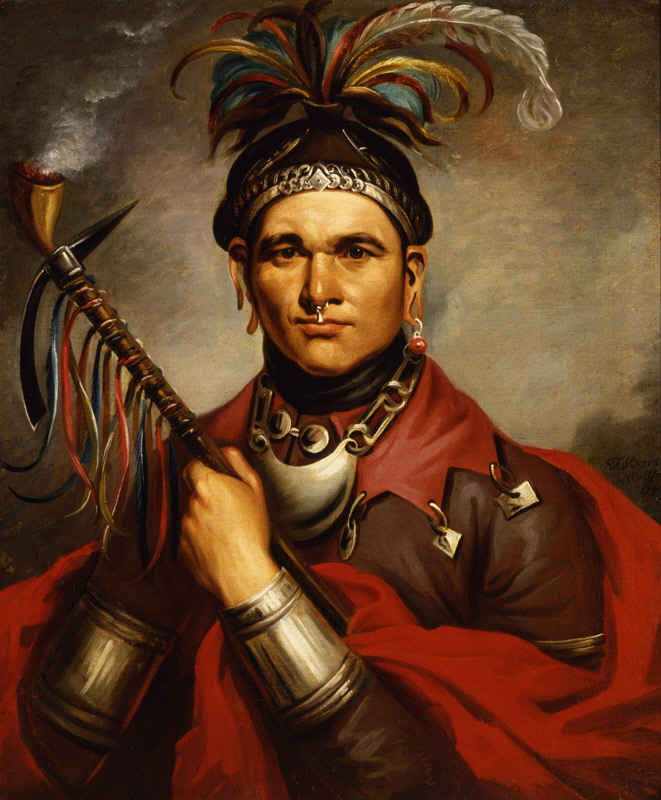
セネカ族の酋長コーンプランター、イギリス側を指示し、この作戦で戦った可能性がある

### シーダーズ
モントリオールの上流には、大陸軍が占領中に意に介さなかったイギリス軍の小さな駐屯地が並んでいた。春が近付くと、カユガ族、セネカ族およびミシソーガ族の戦士達が駐屯地の一つであるオスウェガッチーに集まり始め、そこの指揮官であるジョージ・フォスター大尉にアメリカに対抗できるだけの力を与えた。フォスターはモントリオールから逃げてきた1人のロイヤリストの勧めで彼らを戦力に含めた。さらにウースター将軍が上流側に物資を送ればそこのイギリス側に使われることを恐れて上流のインディアンとの交易を許可しておらず、愛国者側およびロイヤリスト側の商人達にとって悩みの種だったが、大陸会議の代表団がこの決定を覆したので物資が上流側に流れ始めた。
モーゼス・ヘイズンは上流のイギリス側へ物資が流れることを阻止するため、またインディアンが集まっているという噂に反応し、ティモシー・ベデル大佐と390名の部隊を40マイル (64 km) 上流のレ・セドル（英語でザ・シーダーズ）という地点に派遣し、そこで柵で囲んだ防御工作物を造らせた。フォスターはこの動きをインディアンのスパイやロイヤリストから知らされ、6月15日にインディアン、民兵および正規兵の混成部隊約250名で下流への行軍を始めた。複数回の戦闘（シーダーズの戦い）の中で、ベデルの副官アイザック・バターフィールドが18日に戦わずして全軍降伏し、他に援軍として送られた100名も19日の短時間の小競り合いの後で降伏した。

### カンズシェーヌ
アーノルドはバターフィールドが捕まったという報せを受け取ると、即座にこれら捕虜奪還のために部隊を集め始め、モントリオールから直ぐ上流のラシーンで塹壕を掘らせた。レ・セドルの防御柵内に捕虜を留め置いたフォスターはこの時500名ほどになった部隊でモントリオールに接近し、5月24日までにアーノルド部隊の位置情報を掴み、またアーノルドが自隊を凌駕するような増援を期待していることも知った。フォスターの部隊は兵数が減りつつあったので、セントジョンズ砦の包囲戦で捕虜になっていたイギリス兵と今捕まえているアメリカ兵の交換を交渉した。カンズシェーヌで短時間の砲撃が交わされた後、アーノルドも捕虜交換に応じ、5月27日から30日の間で実施された。

## ケベック市に到着した援軍

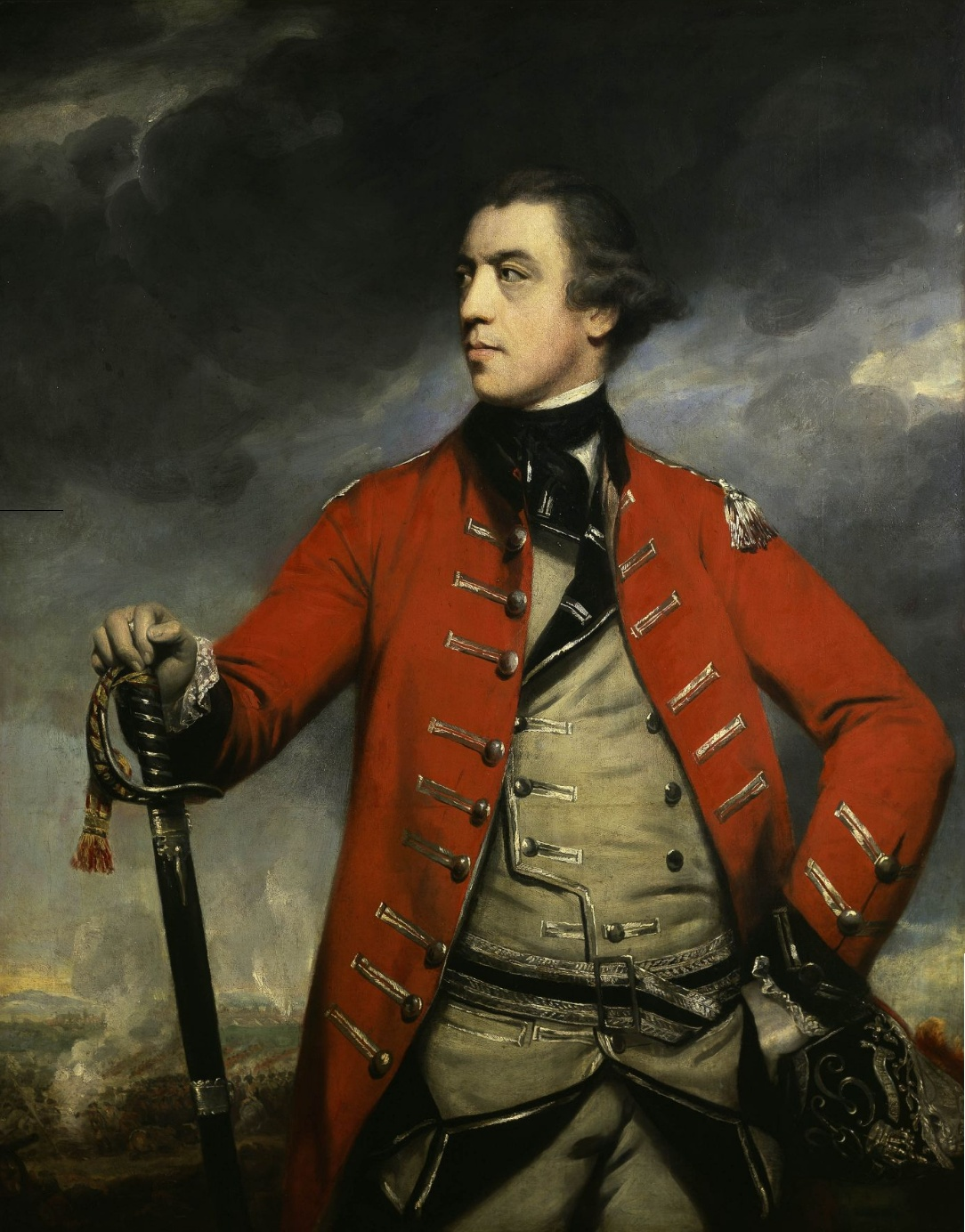
ジョン・バーゴイン将軍、イギリス側援軍の指揮官

### 大陸軍
ウースター将軍は4月初旬に援軍を率いてケベック市郊外の大陸軍宿営地に到着した。さらに南から少数の援軍が到着し続け、4月末にジョン・トーマス将軍が到着して指揮を引き継いだ時、全軍は2,000名以上になったが、実際には天然痘やカナダの冬の厳しさのためにかなり減っていた。5月2日にイギリスの艦船が川を上ってくるという噂が流れたため、トーマスは5月5日に病人をトロワリヴィエールまで退かせ、残った部隊も実行できる限り速く撤退することに決めた。その日遅く、15隻のイギリス側艦船がケベック市の下流40リーグ (190 km) に居り、川を遡るための好条件を待っているという報せが入った。翌日に艦船のマストを視認できたときには、宿営地退去の動きが慌しいものになった。風向きが変わり、艦隊の中の3隻がケベック市まで達した。

### イギリス軍
レキシントン・コンコードの戦いの報せがロンドンに届いた後、フレデリック・ノースの内閣は反逆者軍と戦う為に外国軍隊の支援が必要になると理解し、北アメリカでヨーロッパ同盟国の部隊を使わせてもらえるよう交渉を始めた。ロシア帝国のエカチェリーナ2世からは拒絶されたが、ドイツの諸侯国からは支援の用意があることが伝えられた。1776年にイギリスが立ち上げた5万名の軍隊のうち、3分の1近くはこれら諸侯国からの兵士だった。ヘッセン＝カッセル方伯領やヘッセン＝ハーナウからの兵士はヘシアンと呼ばれるようになった。5万名のうち、約11,000名はケベックでの従軍に送られた。ヘッセン＝ハーナウとブラウンシュヴァイク＝リューネブルクからの兵士は1776年2月にアイルランドのコークにむけて出帆し、そこでイギリス軍を運ぶ輸送船団に合流し、4月初旬に出港した。
カールトンは大陸軍宿営地に動きがあることを知り、到着した艦船から直ぐに援軍を降ろすと、正午頃には大陸軍に探りを入れるために約900名の部隊で前進した。これを見た大陸軍はまさに恐慌状態に陥った。カールトン隊が前進を早めると算を乱した撤退はさらに悲惨な状態を呈した。カールトンは手ぬるいやり方でも反逆者軍に勝てると思い、艦船を上流に送って大陸軍に嫌がらせを行わせ、恐らくは行く手を遮ってくれることを期待して満足していた。カールトンは大半が病人か負傷者の大陸軍兵士を多く捕まえたが、セントローレンス川南岸で遺棄されていた分遣隊も捕らえた。大陸軍は逃げるのに忙しく、大砲や火薬など貴重な軍需物資の多くも残していった。大陸軍は5月7日に、ケベック市から約40マイル (64 km) 上流のデシャンボーで再結集した。トーマスはそこで作戦会議を開いたが、指揮官たちの大半が退却に賛成した。トーマスはデシャンボーに500名を残し、残り部隊はソレルに行くことを決め、兵士の多くがその背嚢に着るものもほとんど無く、食糧も数日分しか無かったのでモントリオールに援助を仰ぐ伝令も送った。
モントリオールにいた大陸会議代表団はこの報せに接して、セントローレンス川を守ることは不可能と判断し、デシャンボーには極少数の部隊を派遣しただけだった。トーマスはモントリオールからの報せを6日間待ち、何も得られなかったので、トロワリビエールに向けての退却を始めたが、その後間もなく川のイギリス艦から降りた部隊との小競り合いが始まった。大陸軍は5月15日にトロワリヴィエールに到着し、そこでは病人を残し、また彼らを守るためのニュージャージ出身の分遣隊も残した。18日までに残りの部隊はソレルでウィリアム・トンプソン指揮下の援軍と合流し、21日には大陸会議代表団との作戦会議が持たれた。トーマスはその日に天然痘を発病し、6月2日に死んだ。後継はトンプソンになった。

## カールトンの反撃

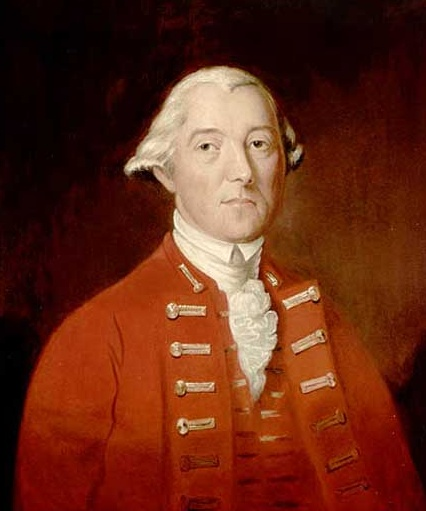
ガイ・カールトン

1776年5月6日、イギリス海軍のチャールズ・ダグラス海尉が指揮する小戦隊が補給物資と3,000名の兵士を積んでケベック開放のために到着した。イギリス側の艦船がケベックシティに到着したことで、大陸軍は予定より早くソレルまでの撤退することとなった。しかしカールトン将軍はしばらくの間積極的な攻勢を採らず、5月22日になってから第47および第29連隊と共にトロワリヴィエールに向かった。レ・セドルでフォスター隊がうまく成果を収めた報に接すると、攻勢を掛ける代わりにケベック市に戻り、トロワリヴィエールの部隊指揮はアレン・マクリーンに任せた。ケベックでは6月1日に到着したジョン・バーゴイン将軍と面会した。バーゴインは大半がアイルランドからの募兵とヘシアンからなる大部隊と豊富な資金を運んできていた。

### トロワリヴィエール
ソレルに居た大陸軍は、トロワリヴィエールには「わずか300名」がいるだけとの情報を得てので、ソレルからトロワリヴィエールに部隊を派遣して占領し戻ってこられると判断した。トンプソン将軍はイギリス軍援軍の主力が到着したことを知らず、またその町の地形も無視したままに2,000名の部隊を率いてその湿地に進み、そこで兵力を増強し塹壕に身を隠したイギリス軍の待伏せ攻撃を受けた（トロワリビエールの戦い）。大陸軍はトンプソンと他上級士官の多数そして兵士200名らが捕虜となり、遠征に使ってきた船舶もイギリス軍に捕獲されるなどの損害を出し、この結果は大陸軍にとってケベック地方の占領の終わりを暗示するものになった。このときジョン・サリバンが指揮していた大陸軍もソレルから撤退しているが、カールトンはこのときもその利点に付けこもうとはせず、8月には寛大にも捕虜をニューヨークに戻すことまでやった。

### クラウンポイントへの退却
6月14日の早朝、カールトンはついに川を遡上してソレルに進軍した。その日遅く到着した時には、大陸軍がその朝にソレルを放棄してシャンブリーとセントジョンズに向けてリシュリュー川を上りつつあることが分かった。ケベックからの後退の時とは異なり、大陸軍はいくらか秩序だった後退を行っていたが、カールトン艦隊の到着によって本隊を離れ、アーノルドの部隊と合流するためにモントリオールに向かった部隊もあった。カールトンはバーゴインに4,000名の部隊を率いてリシュリュー川を上らせ大陸軍の後を追わせる一方、自分はモントリオールに向かって帆走を続けた。
モントリオールではアーノルドが下流で起こっている事態を知らず、フォスターとの交渉を終えたばかりだった。5月15日にサリバン将軍からの報せを受けるために下流のソレルに送った伝令がカールトンの艦隊を目撃し、岸に逃れて盗んだ馬でモントリオールまで戻ってその報せを伝えた。アーノルドとモントリオール周辺にいた守備隊は伝令の報を受けてから4時間の内に市を放棄し（モントリオール市を焼き落とそうとはしなかった）、地元の民兵隊の手に委ねた。カールトンの艦隊は6月17日にモントリオール市に到着した。

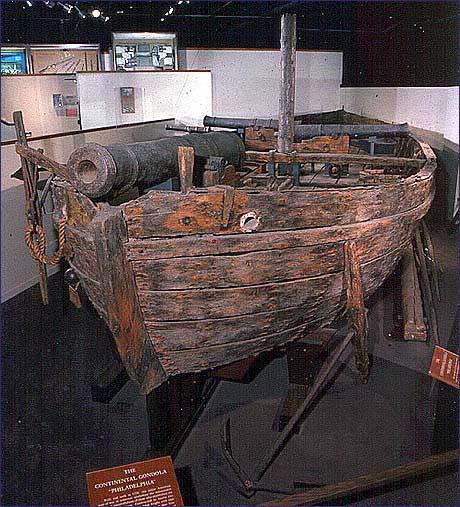
USS フィラデルフィア、バルカー島の戦いに参戦した

アーノルドの部隊は17日にセントジョンズ近くで本隊に追いついたが、本隊であるサリバンの軍隊は戦える状態ではなく、簡単な作戦会議によってクラウンポイントまで退却することが決まった。この軍隊はバーゴインの前衛部隊が到着する文字通りまさにその瞬間にセントジョンズを離れた。
大陸軍の残党は7月初旬にクラウンポイントに到着した。この作戦の大半を経験した医者であるアイザック・センターが「おそらくはどこの国の年譜にも見出させないような特異で比べようも無い挫折と苦しみの不均一な連鎖」と表現した作戦の終わりだった。ケベックでの敗北は決定的となったが、イギリス軍はまだ動いていたので、作戦は完全には終わっていなかった。

### 造船と政治
大陸軍はリシュリュー川とシャンプレーン湖を撤退するとき、イギリス軍が残された船舶を使えないよう、撤退するごとに用心深くそれらを焼きあるいは沈めていった。このことでイギリス軍は船舶を建造する為に数ヶ月を要することになったが、カールトンは9月28日にロンドンに宛てて報告書を送り、「私はこの艦隊が間もなく出帆でき、戦闘で得られる成功を期待している。」と伝えた。アーノルドはイーサン・アレンと共に1775年5月にタイコンデロガ砦を占領した時、小さな海軍を作っており、それがこの時もシャンプレーン湖を偵察していた。
イギリス軍がアーノルドの戦隊に対抗するために海軍を作っている間に、カールトンはモントリオールの事後処理を行った。カールトンは、大陸軍が撤退する前のケベック市においても、地元の愛国者側同調者が演じた役割を調査する委員会を形成しており、委員を田園部に派遣してアメリカ側の活動に積極的に参加した者を逮捕した。その中にはロイヤリストを拘束した者も含まれた。カールトンは、モントリオールに到着した時にも同様な委員会を設定した。

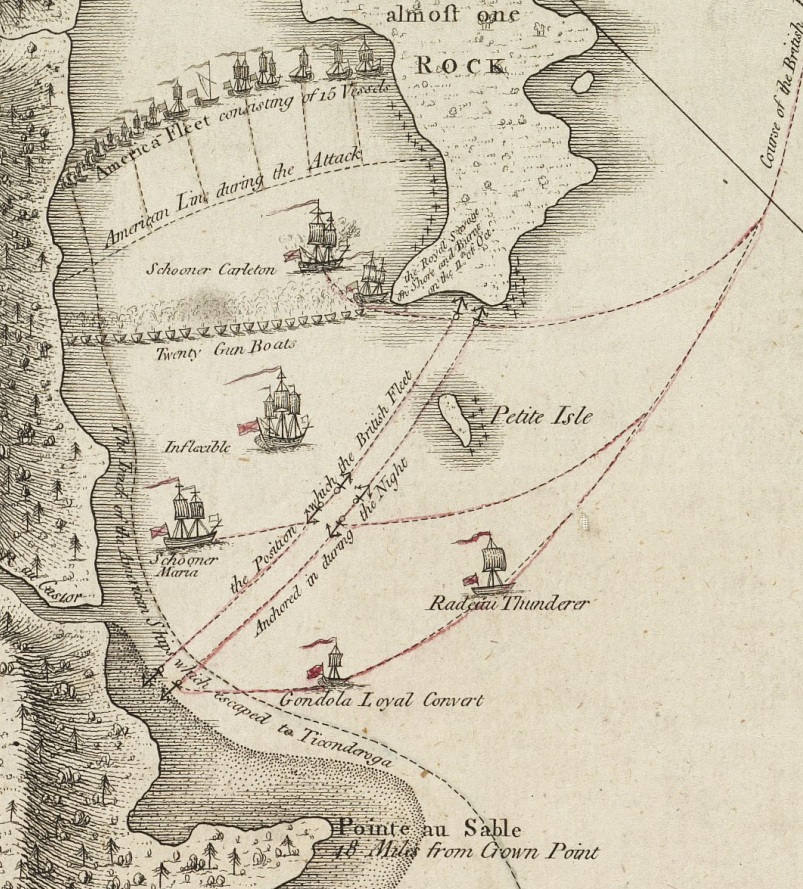
バルカー島の戦いでの隊形を示す地図

### バルカー島
7月初旬にホレイショ・ゲイツ将軍が大陸軍北部方面軍の指揮を任された。ゲイツは直ぐに軍の主力をタイコンデロガに移し、クラウンポイントには約300名の部隊を残した。ゲイツ将軍の主力部隊はタイコンデロガの防御を厚くすることに専念し、アーノルドにはクラウンポイントでアメリカ艦隊を建造する任務が与えられた。夏の間、タイコンデロガ砦に援軍が送られ、総勢は推計1万名にもなった。
カールトンは10月7日に行軍を始めた。9日にはイギリス艦隊がシャンプレーン湖上に浮かんだ。10日から11日の夜に始まったバルカー島と湖の西海岸付近での戦いでは、イギリス軍がアーノルドの艦隊に大きな損傷を出させ、クラウンポイントまで撤退させた。アーノルドはクラウンポイントではイギリス軍の攻撃に対して耐えられないと考え、さらにタイコンデロガまで後退した。イギリス軍は10月17日にクラウンポイントを占領した。
カールトンの軍隊はクラウンポイントに2週間留まり、幾らかの部隊はタイコンデロガ砦から3マイル (5 km) の所まで進出し、ゲイツの軍隊を誘い出そうとしたが効果なく、11月2日、ケベックで冬季宿営を行うためにクラウンポイントから撤退した。

## 戦いの後
ケベック侵攻はアメリカにとって悲惨な結果に終わったが、ケベックからの撤退時におけるアーノルドの行動とシャンプレーン湖での即席の海軍はイギリス軍の全面的な反撃を1777年まで遅らせることに功があったとされている。一方カールトンは、大陸軍のカナダからの撤退を徹底して追撃しなかったためにバーゴインから厳しく批判された。この批判と、カールトンが本国の植民地問題担当大臣で国王ジョージ3世の政府で戦争遂行の担当者だったジョージ・ジャーメイン卿に嫌われていたという事実のために、サラトガ方面作戦の指揮はジョン・バーゴインに任されることになった。このことはカールトンがケベック総督を辞する遠因ともなった。
ケベックやその他のイギリス領植民地を征服する事は、独立戦争の間大陸会議の目標であり続けた。しかし当初この遠征を支持していたジョージ・ワシントンが、これ以上の遠征は13植民地での主戦線から兵力や資源をあまりに多く分散させるものとして優先順位を低くしてからはケベックに向けての遠征はほとんど実現しなかった。
1783年のパリ条約交渉のとき、アメリカの代表団は戦利品の一部としてケベック全てを要求したが失敗した。ベンジャミン・フランクリンが主に関心を抱いていたのは1774年のケベック法によってケベックの一部とされていたオハイオ領土で、この和平会談ではケベックの明け渡しを提案し、オハイオのみが割譲された。
1812年の米英戦争で、アメリカは再度イギリス領北アメリカへの侵攻を開始した。このときも地元の民衆がアメリカを支持するものと期待していた。その侵略が失敗したことはカナダの歴史でも重要なことと見なされており、現代のカナダのアイデンティティが生まれたと言われている。

## その他の参考文献
- Bird, Harrison (1968). Attack on Quebec. Oxford University Press
- Codman, John (1902). Arnold's Expedition to Quebec
- Desjardin, Thomas A (2006). Through a Howling Wilderness: Benedict Arnold's March to Quebec, 1775. St. Martin's Press. ISBN 0-312-33904-6
- Hatch, Robert McConnell (1979). Thrust for Canada: The American Attempt on Quebec in 1775-1776. Houghton Mifflin. ISBN 0-395-27612-8
- Roberts, Kenneth Lewis (1980). March to Quebec: Journals of the Members of Arnold's Expedition. Down East Books. ISBN 9780892720835
- Rumilly, Robert (1970). Histoire de Montreal. Volume 2. Fides